# Herzele
Herzele est une commune néerlandophone de Belgique dans le Denderstreek sur le Molenbeek et sur le Molenbeek-Ter Erpenbeek située en Région flamande, dans la province de Flandre-Orientale.

## Sections de la commune
| # | Section              | Superf. (km²) | Habitants (2020) | Habitants par km² | Code INS |
| - | -------------------- | ------------- | ---------------- | ----------------- | -------- |
| 1 | Herzele              | 7,72          | 5.970            | 773               | 41027A   |
| 2 | Hillegem             | 4,80          | 3.271            | 775               | 41027B   |
| 3 | Borsbeke             | 3,85          | 2.545            | 661               | 41027C   |
| 4 | Ressegem             | 3,92          | 1.251            | 319               | 41027D   |
| 5 | Woubrechtegem        | 4,86          | 1.003            | 206               | 41027E   |
| 6 | Saint-Antelinkx      | 3,38          | 620              | 183               | 41027F   |
| 7 | Steenhuize-Wijnhuize | 7,65          | 1.790            | 234               | 41027G   |
| 8 | Essche-Saint-Liévin  | 11,74         | 2.052            | 175               | 41027H   |

## Héraldique
|  | La commune possède des armoiries qui lui ont été octroyées le 15 octobre 1912 et à nouveau le 14 juin 1988. Elles sont identiques à celles des plus anciens seigneurs connus de Herzele. En 1282, un Walter fut mentionné comme seigneur de Herzele. La famille a gardé le domaine jusqu'au début du XVIe siècle, date à laquelle d'autres familles ont succédé par mariage. Les armoiries sont connues depuis le XIVe siècle pour la famille. Blasonnement : De gueules au chevron d'or. Source du blasonnement : Heraldy of the World. |

## Histoire
Le 27 janvier 1389, messire Olivier de Halluin est institué gouverneur de la terre de Hersele. En 1393, lui succède Guillebert de Leureghem.

## Démographie

### Évolution démographique: Avant la fusion des communes
- Sources : INS, Rem. : 1831 jusqu'en 1970 = recensements, 1976 = nombre d'habitants au 31 décembre[4].

### Évolution démographique: Commune fusionnée
Graphe de l'évolution de la population de la commune. Les données ci-après intègrent les anciennes communes dans les données avant la fusion en 1977.
- Source : DGS - Remarque: 1831 jusqu'à 1981=recensement; depuis 1990=nombre d'habitants chaque 1er janvier[5]

## Galerie

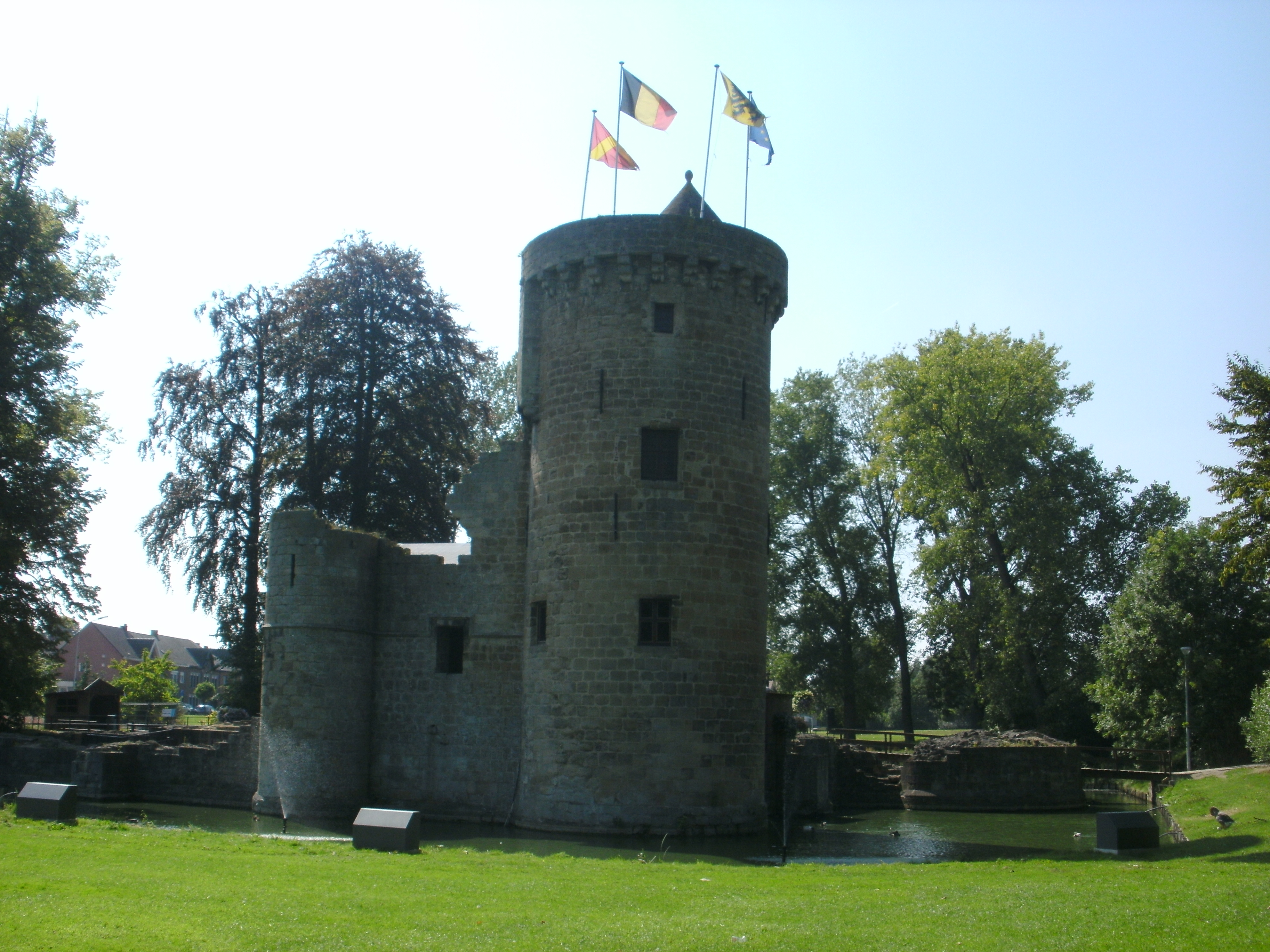
Le château fort de Herzele
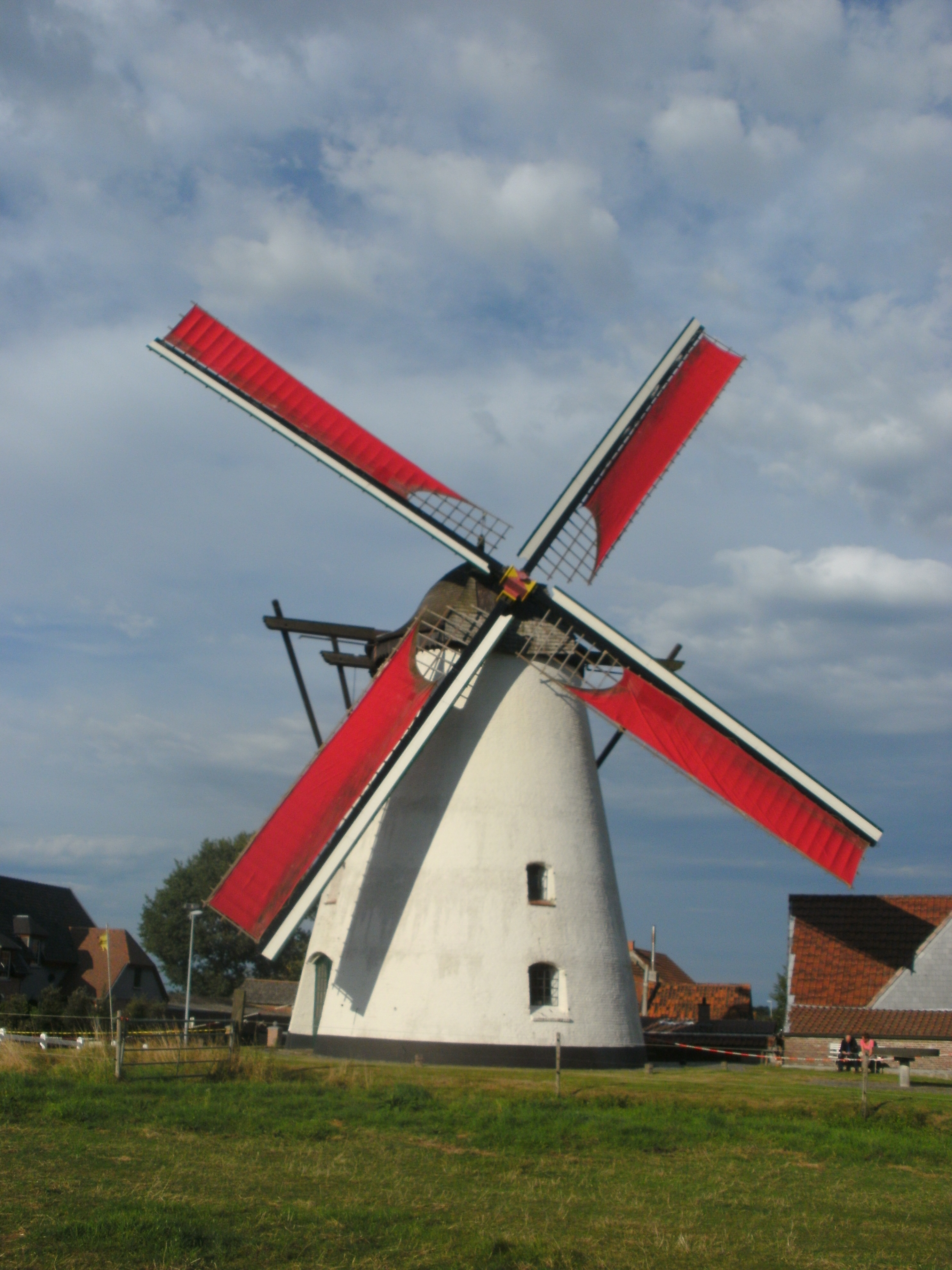
le Molen Ter Rijst (nl)
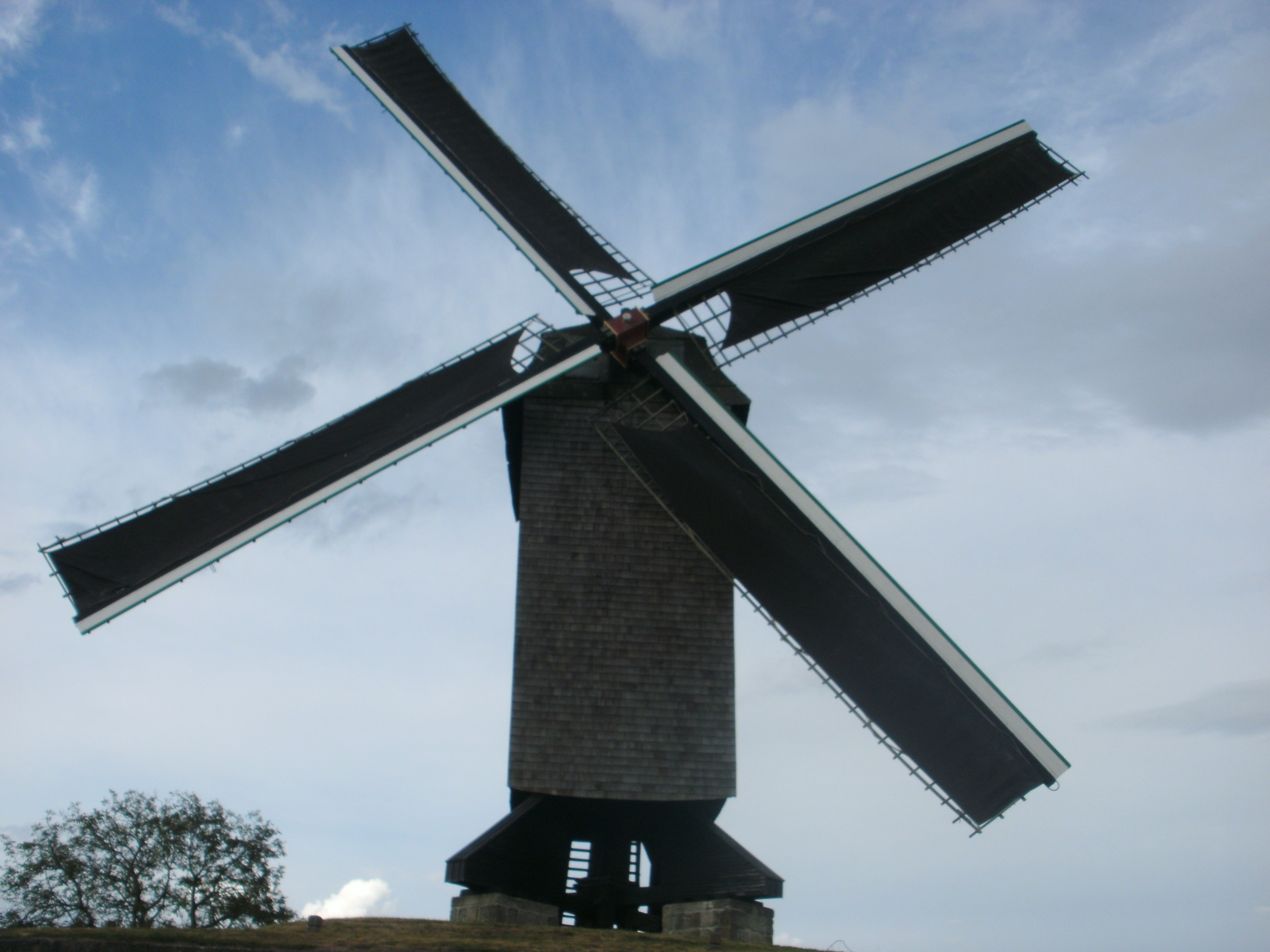
Le Molen Te Rullegem (nl)